# Henryk Szczęsny
Pour les articles homonymes, voir Szczesny.
Henryk Szczęsny (né le 27 mars 1909 à Ruszkowo près de Ciechanów en Pologne - mort le 25 juillet 1996 à Londres) est un pilote de chasse polonais, as des forces armées polonaises de la Seconde Guerre mondiale.

## Biographie
Henryk Szczęsny est né le 27 mars 1909 à Ruszkowo près de Ciechanów, il est reçu bachelier en 1930 et la même année il s'engage dans l'armée. En janvier 1931 il entre à l'école des cadets officiers de la force aérienne à Dęblin. Le 15 août 1933 il est nommé sous-lieutenant.
Lorsque la guerre éclate Szczęsny est instructeur à Dęblin et se bat en pilotant des P-7 obsolètes. Il remporte sa première victoire aérienne le 3 septembre 1939. Le 15 septembre il est blessé au combat. Deux jours plus tard il est évacué en Roumanie et se soigne à Bucarest. Le 12 novembre il arrive à Marseille et en février 1940 il gagne l'Angleterre. Le 6 août 1940 il est affecté dans un RAF Squadron et le 19 décembre 1940 il rejoint la 302e escadrille de chasse polonaise.
Le 4 avril 1943 son avion est endommagé lors d'un combat aérien au-dessus de la France. Szczęsny saute en parachute et se fait capturer. Il est envoyé au Stalag Luft III à Żagań. Il est libéré en mai 1945 et revient en Angleterre.
Il reste en service dans les forces armées polonaises jusqu'en 1946, puis il sert dans la RAF jusqu'en 1965.
Henryk Szczęsny s'éteint à Londres le 25 juillet 1996.
Le capitaine Szczęsny est titulaire de 9 victoires homologuées.
Le fils de Szczęsny, Zdzisław, qui a ensuite changé son nom en Bradley Curtis, est décédé dans l'accident du vol Saudia 163 le 19 août 1980, alors qu'il était ingénieur de vol de l'avion malheureux.

## Decorations
- Ordre militaire de Virtuti Militari
- La croix de la Valeur Krzyż Walecznych - 4 fois
- Distinguished Flying Medal